# Benbulbin
Benbulbin är ett berg i republiken Irland.   Det ligger i grevskapet Sligo och provinsen Connacht, i den norra delen av landet, 180 km nordväst om huvudstaden Dublin. Toppen på Benbulbin är 527 meter över havet, eller 90 meter över den omgivande terrängen. Bredden vid basen är 1,5 km.
Terrängen runt Benbulbin är platt västerut, men österut är den kuperad.Runt Benbulbin är det glesbefolkat, med 19 invånare per kvadratkilometer. Närmaste större samhälle är Sligo, 10,8 km söder om Benbulbin. Trakten runt Benbulbin består i huvudsak av gräsmarker.